# Amanoa glaucophylla
Amanoa glaucophylla, conhecida popularmente como canudinho ou mamoninha, é uma espécie de planta do gênero Amanoa. É endêmica ao Brasil, ocorrendo nos estados de Amazonas, Bahia e Mato Grosso